# Александрова Ольга Сергіївна
Ольга Сергіївна Александрова (нар. 28 січня 1978, Харків) — українська та іспанська шахістка, міжнародний майстер (2001), міжнародний гросмейстер серед жінок (1999), міжнародний майстер (2001). 
Ольга Александрова займалася шахами в КДЮСШ № 4 міста Харкова. Її тренерами були Михайло Григорович Хануков і Сергій Олександрович Шедей.
Чемпіонка України серед жінок (2004). Ольга Александрова бронзовий призер чемпіонату Іспанії з шахів серед чоловіків (2011). Чемпіонка Іспанії серед жінок (2013). Живе в Іспанії. Одружена з іспанським гросмейстером Мігелем Ільєскасом.

## Зміни рейтингу
| На цьому місці має відображатися графік чи діаграма, однак з технічних причин його відображення наразі вимкнено. Будь ласка, не видаляйте код, який викликає це повідомлення. Розробники вже працюють для того, щоби відновити штатне функціонування цього графіка або діаграми. | |
| | На цьому місці має відображатися графік чи діаграма, однак з технічних причин його відображення наразі вимкнено. Будь ласка, не видаляйте код, який викликає це повідомлення. Розробники вже працюють для того, щоби відновити штатне функціонування цього графіка або діаграми. |